# Euphausia recurva
Euphausia recurva är en kräftdjursart som beskrevs av Hansen 1905. Euphausia recurva ingår i släktet Euphausia och familjen lysräkor. Inga underarter finns listade i Catalogue of Life.